# Відеографія

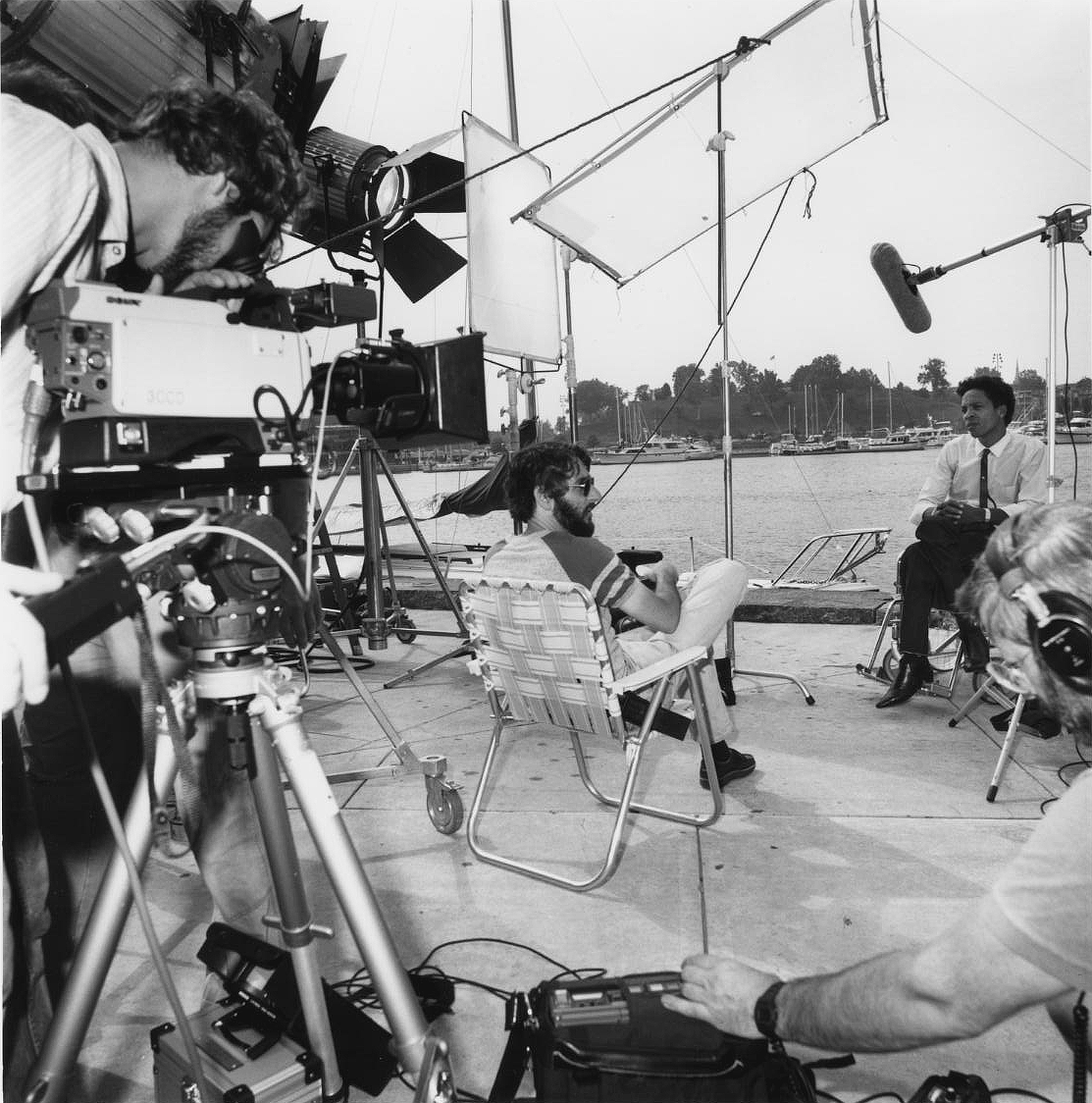
Відеозйомка інтерв'ю на місці

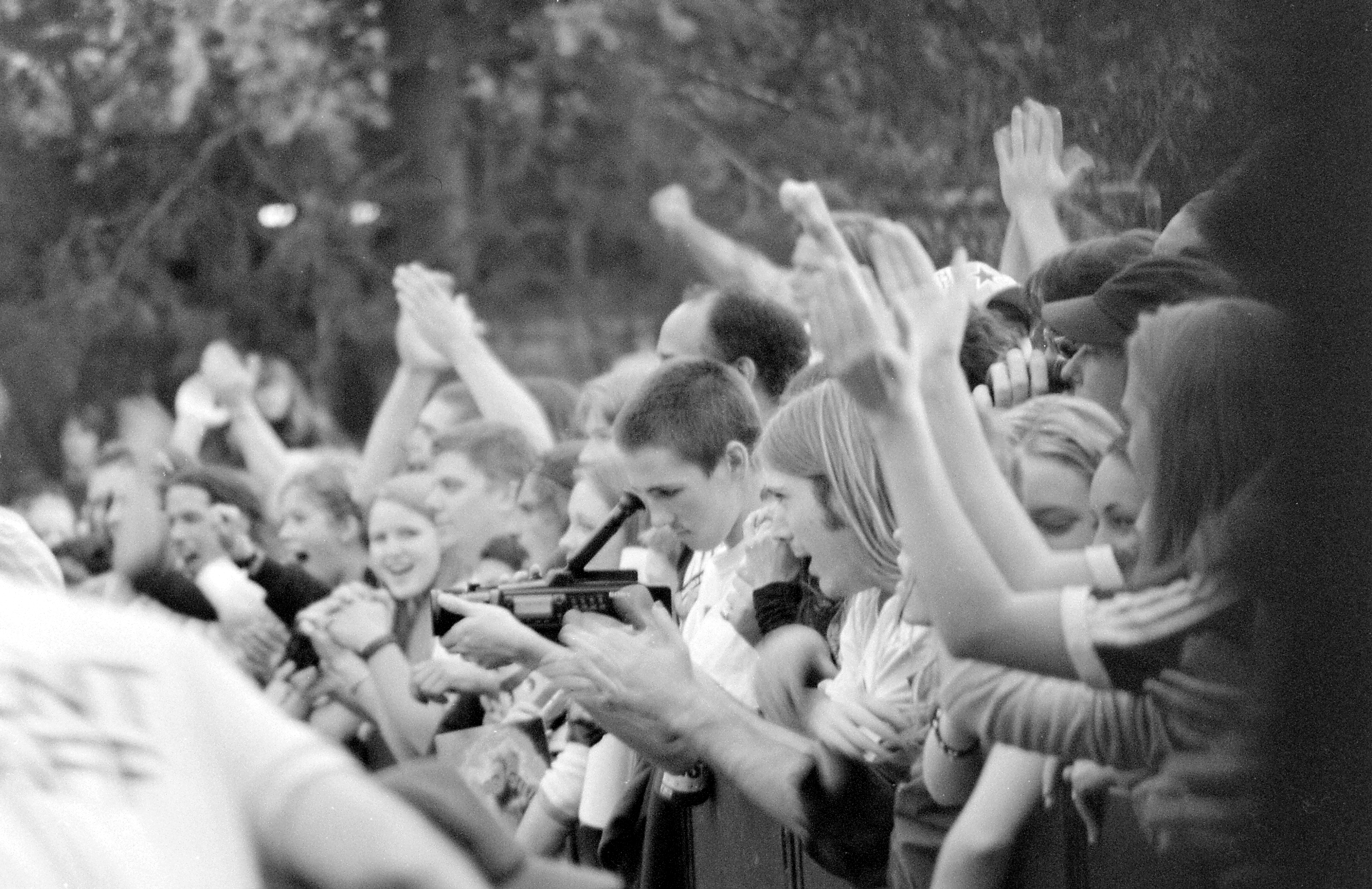
Запис рок-концерту

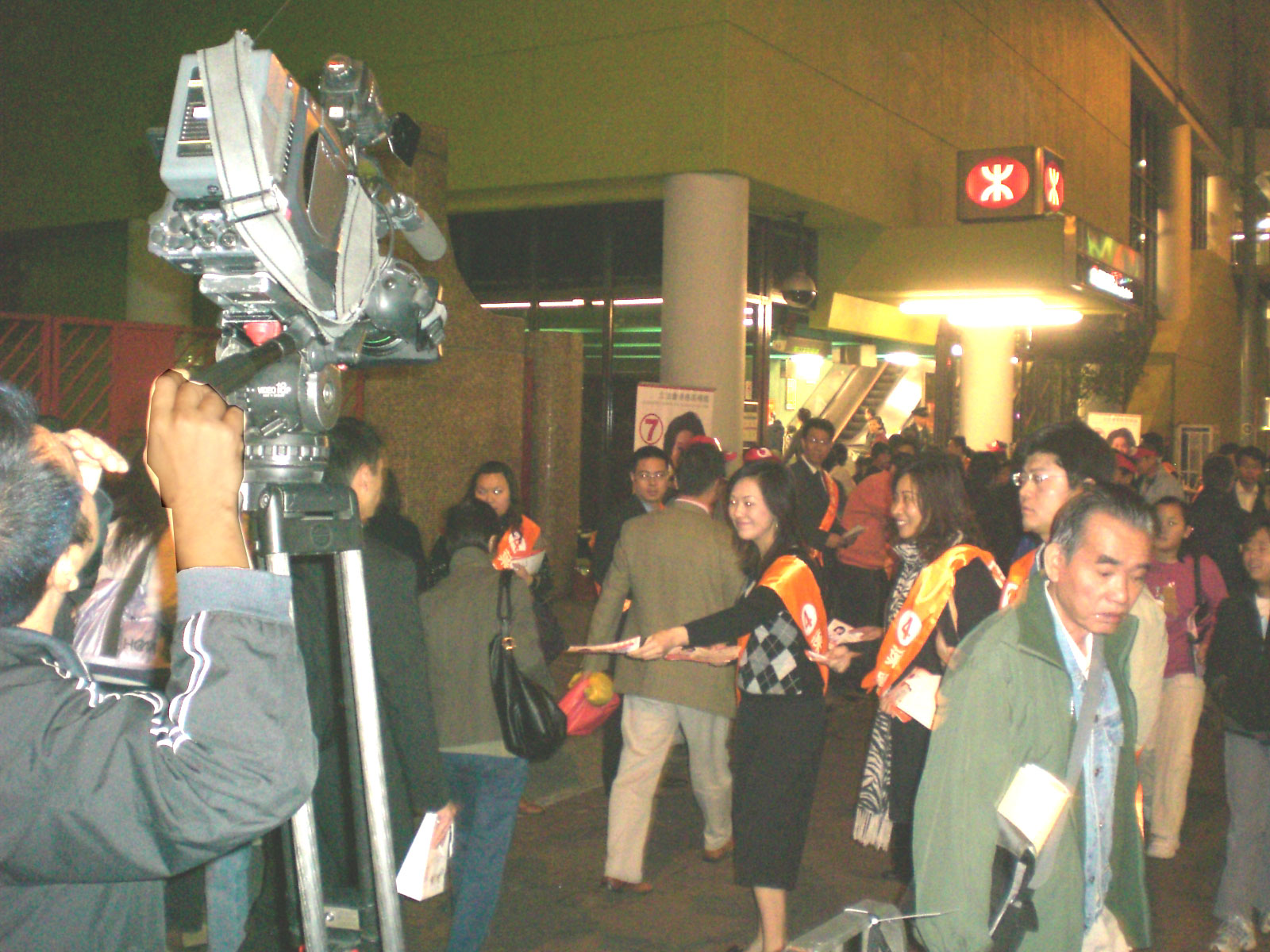

Відеографія (від лат. video — дивлюсь, бачу і дав.-гр. γράφω — пишу)  — сучасний різновид кінематографу, що використовує як техніку виробництва фільмів відеокамери і монтажні системи, а для їх відтворення  — мультимедійні пристрої.

## Значення
Сучасне значення слова відеографія сягає своїм корінням статті під назвою ««Videography» What Does It All Mean?» ("Відеографія" Що це все значить?) (American Cinematographer, жовтень 1972 р.).
Відеографія відноситься до процесу зйомки рухомих зображень на електронних носіях (наприклад, відеозапис, прямий запис на диск, або твердотільні накопичувачі) та навіть до потокового медіа. Цей термін включає методи виробництва відео— та пост-продакшн. Це еквівалент кінематографа, але з зображень, записаних на електронних носіях, а не плівці.
Своїм виникненням відеографія зобов'язана розвитку побутової електроніки вищої категорії складності і створення пристроїв запису зображення на магнітні носії  — відеокамер (камкордерів) і побутових пристроїв відтворення зображення на домашньому екрані  — відеомагнітофонів.
З появою цифрових зображень у 80-х роках 20-го століття почали стиратися розходження між відеозйомкою та кінематографією. Поява комп'ютерів та інтернету створили глобальне середовище, де відеозйомка охоплює набагато більше сфер, ніж просто зйомку відео з камери, в тому числі цифровій анімації, ігор, вебпотоків, відео-блогів, дистанційного зондування, просторової візуалізації, медичної візуалізації, камер відеоспостереження, і в цілому виробництві більшості растрових і векторних зображень високої якості. В області просування відеографи можуть виконувати свою роботу повністю на комп'ютері, ніколи не пов'язаними пристроями обробки зображень, використовуючи програмне забезпечення керованих рішень.
При становленні цього виду екранної творчості поступово виділилися кілька чітко окреслених напрямів  — це рекламна, музична та дієва (весільна і т д.). Відеографи, які сьогодні визначають її обличчя і забезпечують неминущий інтерес до цього виду мистецтва з боку глядачів. Таким чином, за принципом адресації відеографію можна умовно розділити на два типи  — це масова, адресована масовому глядачеві (музичне відео, реклама) і приватна, адресована одній людині або групі осіб (весільне відео і т д.). Розвиток за цими та іншими напрямами, а так само технічний прогрес призвели до того, що сучасна відеографія володіє величезним арсеналом технічних і творчих прийомів, що дозволяють професійно вирішити будь-яку творчу задачу.

## Професія
Відеограф — особа, яка фактично працює з камерою і одночасно є відповідальною за візуальне оформлення продукції.
Важливим для відеографа є вибір музики. Дослідники вивчають процеси, завдяки яким музика емоційно впливає на людей. В одній з таких робіт було показано, що фізичні реакції на музику (у вигляді мурашок, сліз, сміху) виникають у 80% дорослих людей. 70% з декількох сотень опитаних сказали, що вони насолоджуються музикою, «тому що вона породжує емоції і почуття». А отже можна стверджувати, що музичний супровід є наче душею фільму.
Термін «відеограф» (створений за аналогією зі словом «фотограф») виник в США, в середовищі відеооператорів, що знімають персональні події. Відеограф займаються зйомкою приватних або корпоративних подій  — весіль, ювілеїв, шкільних та святкових заходів, концертів і показів  — працюють там, де потрібна оперативна зйомка та монтаж відеозвіту про подію, що може зробити одна людина або невелика творча група (відеостудія).

## У масовій культурі
Весільна відеографія — один з наймолодших видів екранної творчості. Розвиток відеографії пов'язано з появою на ринку масових моделей відеокамер і відеомагнітофонів. Поетапний розвиток цього виду екранної творчості привело до того, що відеографія набула достатньо широкого поширення в різних сферах діяльності людини: події і свята, музика і спорт, мистецтво і наука. Відеографія, при роботі із зображенням, використовує ті ж психо-фізіологічні особливості сприйняття людиною візуальної інформації, що й інші види образотворчого творчості  — кінематограф, живопис, графіка.

## Обладнання та виробництво
Мінімальний комплект обладнання для створення відеографічного продукту  — відеофільму, включає в себе тільки відеокамеру. З її допомогою можна створити готовий фільм, але набагато більш цікаве і візуально більш видовищне творіння створюється за допомогою комп'ютерного відеомонтажу  - редагування отриманих за допомогою камери рухомих зображень на комп'ютері, в спеціальних монтажних програмах, таких, наприклад, як Sony Vegas Pro чи Adobe Premiere Pro. Для перегляду глядачами результат монтажу записується на будь-який підходящий носій відеоінформації  — DVD, Blu-ray, флеш-карту або жорсткий диск, викладається в інтернет на спеціалізований відеосервіс (наприклад youtube). З носіїв відеофільм може відтворюватися на різних мультимедійних аудіовізуальних пристроях  — DVD-плеєрах, телевізорах, медіа-плеєрах, проекторах, персональних комп'ютерах, ноутбуках.

## Об'єднання
У професійному середовищі склалися локальні та міжнародні некомерційні об'єднання, що включають у свої ряди найсильніших і найяскравіших відеографів. Ці об'єднання розвивають і просувають нову професію, навчають нових фахівців, проводять професійні конкурси та змагання, регулярні зустрічі фахівців. Найбільше і найстаріше міжнародне об'єднання  — Wedding and Event Videographers Association (WEVA), воно існує з 1997 року, з моменту зародження професії. Російське творче об'єднання ССВ  — "Союз весільних відеографів" існує з 2007 року і налічує понад 2.000 членів.